# Мунхжанцангийн Анхцэцэг
Мунхжанцангийн Анхцэцэг (монг. Мөнхжанцангийн Анхцэцэг; род. 25 декабря 1997 года, Монголия) — монгольская тяжелоатлетка, чемпионка мира 2021 года, двукратная чемпионка Азии, участница летних Олимпийских игр 2016 и 2020 годов.

## Карьера
Международную карьеру начала с 2010 года, выступая на юношеских турнирах континентального и мирового первенства.
В 2016 году на чемпионате Азии в Ташкенте в весовой категории до 75 кг стала чемпионкой с результатом 244 кг.
В августе 2016 года приняла участие в летних Олимпийских играх в весовой категории до 69 кг. С результатом 237 кг заняла итоговое восьмое место.
В 2019 году приняла участие на чемпионате Азии в Нинбо в новой для себя категории до 81 кг и заняла второе место, став серебряным призёром чемпионата с результатом 206 кг.
На предолимпийском чемпионате мира 2019 года, который проходил в Таиланде, монгольская спортсменка завоевала малую бронзовую медаль в рывке, подняв штангу весом 110 кг. В итоговом протоколе она стала восьмой с результатом 237 кг.
На чемпионате мира 2022 года в Боготе, в Колумбии в категории до 87 кг она не смогла в трёх попытках зафиксировать вес в рывке, однако в упражнении толчок завоевала малую серебряную медаль (143 кг).
В декабре 2024 года в Манаме, на чемпионате мира, монгольская спортсменка выступила в весовой категории до 81 кг, где смогла завоевать малую серебряную медаль в рывке с результатом 116 кг. По сумме двух упражнений она была четвёртой.